# Toghāy
Toghāy (persiska: تغای, Ţoghāy) är en ort i Iran.   Den ligger i provinsen Östazarbaijan, i den nordvästra delen av landet, 400 km nordväst om huvudstaden Teheran. Toghāy ligger 1 171 meter över havet och antalet invånare är 124.
Terrängen runt Toghāy är kuperad åt nordväst, men åt sydost är den platt. Runt Toghāy är det ganska glesbefolkat, med 47 invånare per kvadratkilometer. Närmaste större samhälle är Būlānlīq, 7,1 km sydväst om Toghāy. Trakten runt Toghāy består i huvudsak av gräsmarker.